# Hałe
Hałe (Hało) – wieś w Polsce, położona w województwie podlaskim, w powiecie sokólskim, w gminie Sokółka.
| SIMC    | Nazwa               | Rodzaj  |
| ------- | ------------------- | ------- |
| 0040117 | Halańskie Ogrodniki | kolonia |

W latach 1975–1998 wieś administracyjnie należała do województwa białostockiego.
Według danych z 2011 roku miejscowość zamieszkiwało 105 osób.
Wierni kościoła rzymskokatolickiego należą do parafii Najświętszego Serca Pana Jezusa w Rozedrance Starej.